# Vehicles and Animals
Vehicles and Animals — перший студійний альбом англійської групи Athlete, який був випущений 7 квітня 2003 року.

## Композиції
| #     | Назва                 | Тривалість |
| ----- | --------------------- | ---------- |
| 1.    | «El Salvador»         | 3:25       |
| 2.    | «Westside»            | 4:00       |
| 3.    | «One Million»         | 4:17       |
| 4.    | «Shake Those Windows» | 5:04       |
| 5.    | «Beautiful»           | 3:47       |
| 6.    | «New Project»         | 3:37       |
| 7.    | «You Got the Style»   | 3:28       |
| 8.    | «Vehicles & Animals»  | 3:52       |
| 9.    | «Out of Nowhere»      | 3:11       |
| 10.   | «Dungeness»           | 4:17       |
| 11.   | «You Know»            | 4:11       |
| 12.   | «Le Casio»            | 2:29       |
| 45:38 |                       |            |

## Склад
- Джоел Потт — вокал, гітара
- Кері Уіллетс — басс
- Стів Робертс — ударні
- Тім Уонстолл — клавіші

## Чарти

### Тижневі чарти
| Чарт (2003)                     | Найвища позиція |
| ------------------------------- | --------------- |
| Шотландія Scottish Albums (OCC) | 30              |
| Велика Британія UK Albums (OCC) | 19              |

### Річні чарти
| Чарт (2003)     | Позиція |
| --------------- | ------- |
| UK Albums (OCC) | 97      |
| Чарт (2005)     | Позиція |
| UK Albums (OCC) | 163     |

## Сертифікації
| Регіон                                             | Сертифікація | Продажі  |
| -------------------------------------------------- | ------------ | -------- |
| Велика Британія (BPI)                              | Платиновий   | 300 000^ |
| ^відвантаження, що базуються лише на сертифікаціях |              |          |